# تفنگ اوون
تفنگ اوون که به عنوان مسلسل کارابین اوون نیز شناخته می‌شود، یک مسلسل دستی استرالیایی است که توسط اِوِلین(اِوو) اوون در سال ۱۹۳۹ طراحی شد. اوون تنها مسلسل دستی طراحی شده توسط استرالیایی‌ها در جنگ جهانی دوم و پس از آن بین سال‌های ۱۹۴۳ و دهه ۱۹۶۰ بود که به عنوان سلاح سازمانی ارتش استرالیا استفاده می‌شد.

## استفاده کنندگان
- استرالیا
- نیوزیلند
- بریتانیا
- هند شرقی هلند[۱]